# Radostov
Radostov (en allemand : Radistau) est une commune du district de Hradec Králové, dans la région de Hradec Králové, en République tchèque. Sa population s'élevait à 142 habitants en 2022.

## Géographie
Radostov se trouve à 4 km au sud-est de Nechanice, à 12 km à l'ouest de Hradec Králové et à 89 km à l'est-nord-est de Prague.
La commune est limitée par Kunčice au nord-ouest et au nord, par Hrádek au nord-est, par Radíkovice à l'est, par Libčany et Roudnice au sud, et par Boharyně à l'ouest.

## Histoire
La première mention écrite de la localité date de 1395.

## Transports
Par la route, Radostov se trouve à 7,3 km de Nechanice, à 15 km de Hradec Králové et à 108 km de Prague. 